# Rhytidiopsis
Rhytidiopsis là một chi rêu trong họ Hylocomiaceae.